# Margherita Cagol

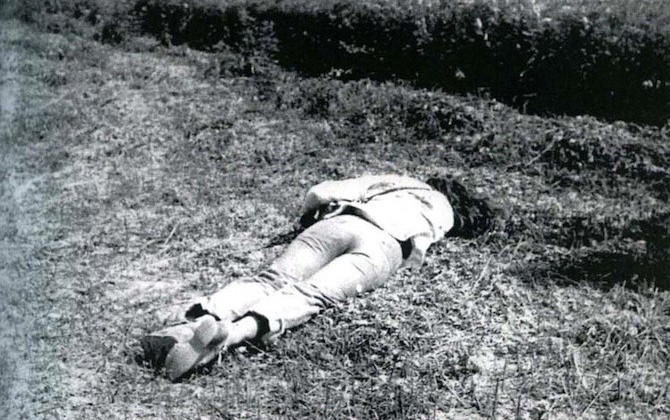
Margherita Cagols döda kropp vid Cascina Spiotta d'Arzello i närheten av Acqui Terme den 5 juni 1975.

Margherita "Mara" Cagol, född 8 april 1945 i Sardagna di Trento, död 5 juni 1975 i Acqui Terme, var en italiensk terrorist. Tillsammans med Renato Curcio och Alberto Franceschini tillhörde hon den krets som grundade Röda brigaderna.

## Biografi
Cagol påbörjade 1964 studier i sociologi vid universitetet i Trento. I juli 1969 avlade hon examen (laurea) med examensarbetet Qualificazione della forza lavoro nelle fasi dello sviluppo capitalistico, i vilket hon bland annat analyserar och kommenterar Grunddragen i kritiken av den politiska ekonomin av Karl Marx. Kort därefter gifte hon sig i hemlighet med Curcio.
Cagol, Curcio och Franceschini gick under jorden 1972. Under de påföljande tre åren förövade Röda brigaderna en rad bombdåd och kidnappningar. Under en aktion 1974 sköt de ihjäl två medlemmar av det nyfascistiska partiet MSI, Graziano Giralucci och Giuseppe Mazzola. Efter ett intensivt spaningsarbete greps Curcio och Franceschini av italienska myndigheter i september 1974. Cagol och några andra brigadister beslutade då att frita Curcio som satt internerad i ett fängelse i Casale Monferrato i väntan på rättegång. Den 18 februari 1975 genomfördes fritagningen av Curcio.
Den 4 juni 1975 planerade Cagol, Curcio och Mario Moretti kidnappningen av industrimagnaten Vittorio Vallarino Gancia som fördes till Acqui Terme. Man krävde en stor lösesumma för att släppa Gancia. Cagol och ett par andra brigadister vaktade Gancia. En av dem, Massimo Maraschi, hade oturen att bli inblandad i en relativt obetydlig bilolycka i närheten av gömstället och blev i det sammanhanget identifierad som brigadist. Karabinjärerna antog då att gömstället fanns i närheten och gick igenom sina listor på misstänkta brigadistbaser i området. På morgonen dagen därpå, den 5 juni, anlände en grupp Carabinieri till den gård, La cascina Spiotta, där fången hölls gömd och en kort strid bröt ut, varvid Cagol och en karabinjär dödades och karabinjärernas befälhavare förlorade sin vänstra underarm. Cagol hade träffats av två kulor: en i vänster axel och en i halsen. Brigadisten vars handgranat slet av armen på karabinjärofficeren undkom och har aldrig identifierats av myndigheterna. Samma dag publicerade Röda brigaderna en kommuniké i vilken organisationen hyllade "Mara" Cagol och beskrev henne som en av de främsta förkämparna för den kommunistiska revolutionen.
Margherita Cagol är begravd i Trento. På hennes gravsten står det: "Chi dona la sua vita la salva".